# Valley Stream
Valley Stream is een dorp (village) in de gemeente (town) Hempstead in Nassau County, in de Amerikaanse staat New York. Valley Stream grenst in het westen aan de wijk Rosedale in Queens, een van de stadsdelen (boroughs) van New York, en behoort zelf ook tot de agglomeratie van New York.
Valley Stream heeft als village een eigen bestuur binnen Hempstead. Bij de census van 2010 woonden er in het dorp 37.511 inwoners. Met het openbaar vervoer wordt het dorp bediend door de stations Valley Stream en Gibson op het treinnetwerk van de Long Island Rail Road. In het dorp ligt een klein staatspark, Valley Stream State Park, met een oppervlakte van 0,39 km².

## Geschiedenis
In 1640, 14 jaar na de komst van Nederlandse kolonisten in Manhattan (Nieuw-Amsterdam), werd het gebied dat nu Valley Stream is gekocht door de Nederlandse West-Indische Compagnie van de Rockaway Indianen (ze waren van het Lenape-volk, genoemd naar de plaats waar ze woonden).
De woonkernen van Nieuw-Nederland lagen geconcentreerd in het westen, waardoor dit bosrijke gebied in de daaropvolgende twee eeuwen niet werd ontwikkeld. De volkstelling van 1840 geeft voor het gebied ongeveer 20 families, waarvan de meesten eigenaar van grote boerderijen. Men duidde het noordwesten aan als "Fosters Meadow", de bedrijfszone op Rockaway Avenue werd "Rum Junction" genoemd, vanwege de daar gevestigde tavernes. Andere kernen stonden bekend als de Cookie Hill, Skunks Misery en Hungry Harbor.
Een lokale landbouwer, Robert Pagan, bekwam dat de post tot in het dorp werd gebracht. Hij moest hiervoor een naam opgeven, en koos voor Valley Stream op basis van een topografische kaart. Die naam werd in 1843 formeel geaccepteerd door het U.S. Post Office met Robert Pagan gecrediteerd als de naamgever. Zijn vrouw Ellen Page vermeed dat het hele dorp de verplaatsing naar de methodistische kerk in Lynnbrook moest maken, door een dominee gebedsdiensten in hun boerderij te laten organiseren.
In 1853 was de Hempstead Turnpike de enige weg die Valley Stream verbond met Jamaica en Manhattan. De belangrijkste straten in Valley Stream die het kleine dorp verbonden met de Turnpike waren de Mill Road (nu Corona Avenue) in het westen, Sand Street (Central Avenue) in het zuiden, en Dutch Broadway in het noorden. Dat jaar werd Merrick Road aangelegd, een bijkomende verbindingsweg verhard met houten planken, naar het gehucht Merrick in het oosten en Jamaica in het westen. Met deze nieuwe verkeersader in het gebied nam de bewoning en de uitbouw van industriële activiteit in Valley Stream toe.
In 1869 werd de South Side Railroad aangelegd en bediende deze Valley Stream, met een aftakking op de spoorweg om vanaf de hoofdlijn een verbinding te maken met de Rockaways. Die aftakking werd de Far Rockaway Branch genoemd. Ook deze realisatie droeg bij tot de groei.
In het begin van de 20e eeuw opende een hotel, het Valley Stream Hotel, met golfbaan. In 1925 werd de nederzetting officieel erkend als dorp met bijhorende rechten.

## Geboren
- Fern Fitzgerald (1947), actrice
- Larry Miller (1953), acteur
- Peter Barton (1956), acteur
- Everlast, (1969), hiphopmusicus
- Eric Buchman (1979), professioneel pokerspeler

## Overleden
- Carmen Mastren (1913-1981), jazzgitarist
- Roy Eldridge (1911-1989), jazztrompettist